# Pseudohiatula cyatheae
Pseudohiatula cyatheae är en svampart som beskrevs av Singer 1938. Pseudohiatula cyatheae ingår i släktet Pseudohiatula och familjen Tricholomataceae.   Inga underarter finns listade i Catalogue of Life.